# Hoplopeza annulata
Hoplopeza annulata är en tvåvingeart som beskrevs av Collin 1933. Hoplopeza annulata ingår i släktet Hoplopeza och familjen puckeldansflugor. Inga underarter finns listade i Catalogue of Life.